# 范县
范县位于中国河南省东北部，是濮阳市下辖的一个县，旧属山东省。范县地处黄河中下游的冲积平原。南临黄河，与山东省鄄城县相望，北依金堤，和山东莘县接壤，东毗台前县，西接濮阳县。面积610平方公里，总人口約45万人。县人民政府驻城关镇金堤以南的新区。

## 人口
根据(河南省)濮阳市第七次全国人口普查公报显示：范县常住人口为447760人，男性占比48.61%，女性占比51.39%，年龄结构中0-14岁占比26.61%，15-59岁占比55.34%，60岁以上占比18.05%，65岁以上占比13.7%。      有回族、苗族、壯族、滿族、彝族、土家族、蒙古族、布依族、侗族等少數民族27個。

## 地理
全县南北长约20公里，东西宽42公里，黄河自南辛庄乡彭楼入境，流经六个乡至高码头乡冠庄出境，境内河段42.5公里，为范县与山东鄄城，郓城两县的自然分界线。黄河北岸大堤横贯全镜，金堤由西向东从本境北部穿过，两堤将範县全境分割为三大块。临黄堤以南为黄河滩区，占总面积的16.1%；临黄堤以北至金堤，为滞洪区，占总面积的83.4%，老县城在金堤以北，占总面积的2.5%。

## 历史沿革
范县历史悠久，夏属昆吾，春秋为晋邑。西汉初（前206年）置县，以南临范水而得名，迄今已有2200余年历史。
北齐文宣天保元年撤销范县，隋文帝开皇十六年复设范县。唐高祖武德二年，范县改为范州，武德五年州废，复改为县。
范县自古为兵家必争之地，古代晋楚“城濮之战”、齐魏“孙庞斗智”、五代“刘桥之战”等著名战事均发生在这里。
县城原本在今河南省范县张庄乡旧城村，明洪武十三年（公元1380年）因黄河泛滥，范县县城倾圮，被迫从旧城迁往今山东莘县古城镇。
1940年春，范县在黄河以南二个区划归冀鲁豫行署第二专员公署郓北县所属。
1956年，观朝县、濮县同时撤销，濮县全部和观朝县南部并入范县，县城从现今山东莘县古城镇搬迁至原观朝县和范县交界处的樱桃园建立新县城。1958年，莘县撤销，并入范县。
1963年8月，华北海河流域遭遇特大洪水灾害。金堤河上游洪水与范县、寿张县的本地暴雨叠加，面对金堤河上游豫北来的客水，形成了跨省区的水事纠纷。1964年2月29日，国务院《关于山东、河南两省金堤地区调整省界问题的批复》(〔64〕国内字421号)为解决河南、山东两省交界地区水利问题进行区划调整：将河南省东明县划给山东省；撤销山东省寿张县建制，将寿张县金堤以南五个区并入范县，范县金堤以北樱桃园、古云、观城、古城、王庄集五个区划给莘县，同时将范县划给河南省安阳专区。范县县城保留在距县界以北5公里外的山东莘县境内，成为“全国一大怪，县城设在省界外”的罕见状况。1964年4月1日，山东、河南两省在范县召开交接会议，两省交换所涉及的区（公所）、乡两级干部原地不动，而被撤销的寿张县的县直各单位三千余名干部职工。除县长施财、县委副书记穆玉鹏，副县长孙敬清及四十余名行政干部调往范县外，其余干部职工分配聊城专区及所属各县。
这次区划调整后，此处黄河的南、北国堤均在山东省境内，分别在黄河南岸的菏泽专区负责、金堤河北岸国堤由聊城专区负责。金堤河及其南小堤归属河南省。豫北金堤河流域的洪涝水可以畅行无阻地流入黄河，两省的水事问题基本得到彻底解决。范县县城所在的樱桃园镇之所以归属山东聊城而不归属河南省，也是为了不给金堤河国堤的护堤责任留下一个不统一的缺口。在当时国家财政紧张也难以在金堤河南岸择地重建新的范县县城。
但在1964年区划调整之前，金堤河南北两岸都属于范县、寿张县的时候，很多村庄在河对岸有“插花”土地、耕地是很常见现象。国务院1964年的区划调整，对于这种在金堤河两岸的土地“插花”现象一律保留原土地归属不动，沿袭至今。带来的麻烦是金堤河南小堤的护堤培土加高加宽，往往涉及到在南岸的属于山东省的“插花”耕地的动土赔偿；旱季时金堤河缺水，北岸灌区难以得到黄河水补充；范县县域东西狭长达100余公里，在当年通信、交通客观条件落后境况下，面对黄河与金堤河的防洪防汛难度奇大。为此以及一些其它原因，1974年1月河南省批准建立台前工委和台前办事处，属县级机构，由地委、地区行署直辖；1978年12月改为台前县。
1995年，范县开始在金堤以南4公里处建设新区。新建设引起了河南省委、省政府的重视。经过四年多的努力，到1999年底新区建设已初具规模，框架已经形成，各行政机关大部分已陆续到新区内开始办公。学校、医院、车站、宾馆等服务设施基本齐全。
1998年7月29日到8月10日，范县、台前县遭特大暴雨洪水灾害，两县全力以赴防汛抢险，奋战一个多月，投入巨大人力物力，夺取了金堤河防汛的胜利。此后，各方认识到协调治理好金堤河刻不容缓。经水利部黄河水利委员会金堤河管理局与山东、河南两省协商，取得双方同意，总投资2.307亿元实现金堤河一期综合治理。
国务院发布 《关于核定山东省与河南省金堤河 地区行政区域界线及有关问题的批复》国函〔2001〕70号，重申了1964年确定的具体界线走向。继续明确“两省金堤河地区行政区域界线划定后，双方群众在界线两侧对方境内经营的插花土地的经营权、管理权和所有权不变，具体范围以双方土地详查时明确的土地权属范围为准。山东省部分群众在金堤河南侧的居住现状维持不变，继续由山东省管理。河南省范县县城及金村、张夫两个村仍作为河南省在山东省境内的飞地。”金堤河地区水利问题按“金堤由山东修守，金堤河由河南治理”的原则，由水利部黄河水利委员会和金堤河管理局统一协调解决。双方在金堤河上修建的生产生活及水利设施，在不影响整个金堤河地区水利治理的前提下，按“谁修建、谁管理”的原则处理。

## 行政区划
范县下辖8个镇、4个乡：
城关镇、濮城镇、龙王庄镇、高码头镇、王楼镇、辛庄镇、陈庄镇、张庄镇、杨集乡、白衣阁乡、颜村铺乡和陆集乡。

## 交通
- 240国道过境。

## 特产
范县大米：中国地理标志产品。